# Regles de Cahn-Ingold-Prelog

Posició dels composts

Les regles de Cahn-Ingold-Prelog, sistema CIP o convencions CIP són un conjunt de normes utilitzades en química orgànica per anomenar els estereoisòmers d'una molècula. Una molècula pot contenir estereocentres o dobles enllaços, cadascun dels quals donen dues configuracions possibles.
Aquest sistema fou desenvolupat pels químics britànics Robert Sydney Cahn i Christopher Kelk Ingold i pel suís Vladimir Prelog, i adoptat per la IUPAC.

## Regles de prioritat
Les prioritats dels grups s'assignen segons unes regles de prioritat:
1. La prioritat s'estableix segons el nombre atòmic Z. Així l'oxigen (Z=8) té prioritat sobre el carboni (Z=6), i aquest sobre l'hidrogen (Z=1). En cas d'isòtops, té prioritat el de major nombre màssic A. Així, el deuteri (²H) té prioritat sobre l'hidrogen (¹H).
2. En cas d'empat, es comparen els àtoms units als principals, i així successivament. Per exemple, el grup etil (-CH₂CH₃) té prioritat sobre el grup metil (-CH₃), ja que el carboni 1 de l'etil té units un carboni i dos hidrògens, mentre que el carboni del metil té units tres àtoms d'hidrogen.
3. En cas d'existir enllaços múltiples es considera que estan units al mateix tipus d'àtom per enllaços senzills. Per exemple, el carboni d'un grup carbonil (C=O) es considera unit a dos àtoms d'oxigen, pel fet de tenir un enllaç doble amb l'oxigen.[4][5]

## Nomenclatura R/S

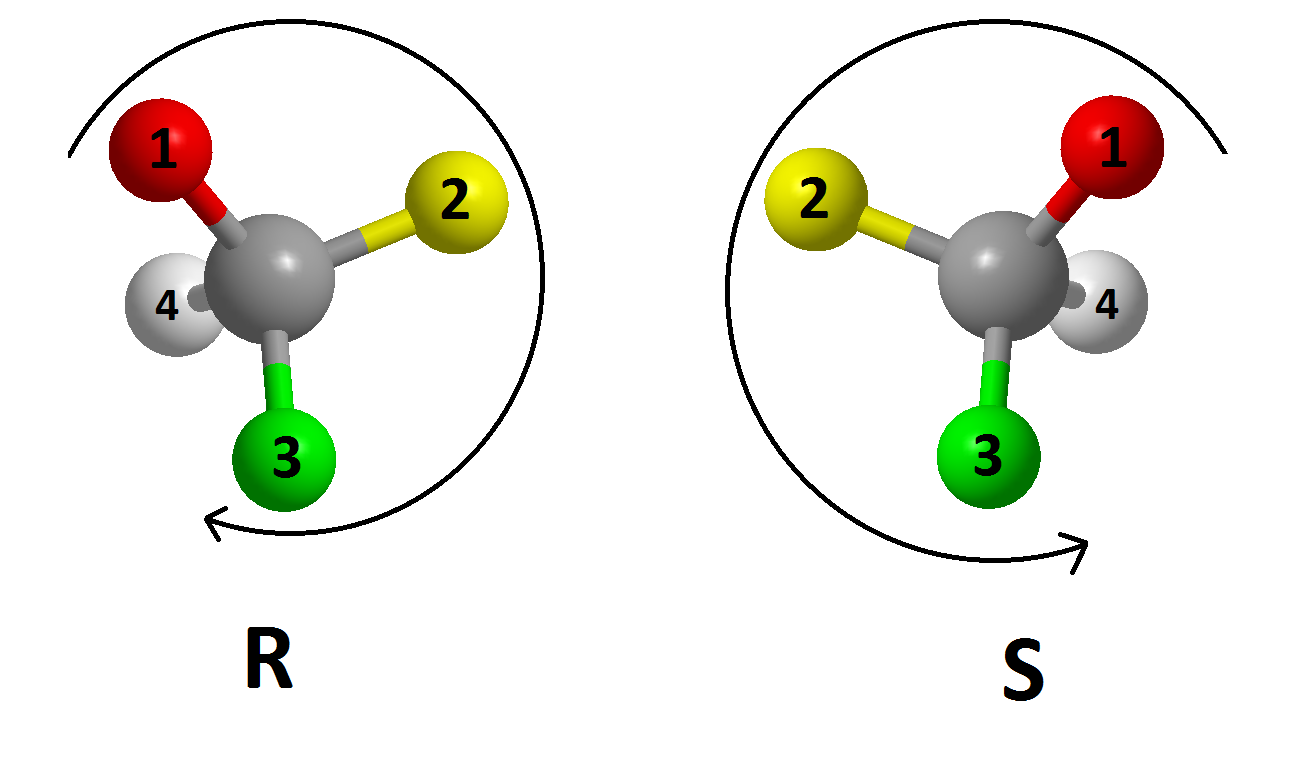
Assignació de les etiquetes R i S en un centre quiral.

Es determina la prioritat relativa de cada substituent i s'ordenen, de major (1) a menor (4). Situant el substituent de menor prioritat allunyat de l'observador, si la prioritat dels tres substituents restants decreix en sentit de les agulles del rellotge, al centre quiral se li assigna la configuració R (del llatí rectus, 'dreta'). Si, en canvi, la prioritat decreix en sentit antihorari, la configuració és S (del llatí sinister, 'esquerra').

## Nomenclatura E/Z

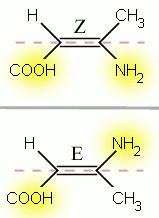
Nomenclatura dels dos diastereòmers (Z i E) de l'àcid 3-amino-2-butenoic.

Es consideren els dos extrems del doble enllaç per separat i es determina quin substituent de cada àtom de carboni té major prioritat. Si els substituents de major prioritat es troben a la mateixa cara del doble enllaç, aquest és Z (de l'alemany zusammen, 'junts'), mentre que si es troben en costats oposats, s'anomena E (de l'alemany entgegen, 'oposats').